# Katharina Fritsch
Katharina Fritsch (Essen, 14 febbraio 1956) è una scultrice tedesca appartenente alla corrente artistica NeoPop.
Vive e lavora a Düsseldorf, in Germania.

## Biografia
Katharina Fritsch è nata il 14 febbraio 1956 a Essen, nella Germania Occidentale. Fritsch inizialmente studiò storia e storia dell'arte presso l'Università di Münster e, nel 1977, si trasferì alla Kunstakademie Düsseldorf dove fu studente di Fritz Schwegler fino al 1984.

## Lavoro
Katharina Fritsch è conosciuta per le sue sculture e installazioni che riprendono un'iconografia tratta da molte fonti diverse, tra cui il Cristianesimo, la storia dell'arte e il folklore. Ha attirato l'attenzione internazionale per la prima volta a metà degli anni ottanta con delle statue rappresentanti degli elefanti a grandezza naturale. L'arte di Fritsch è spesso interessata dalla psicologia e dalle aspettative dei visitatori di un museo.
Le sue opere più conosciute sono Rattenkönig / Rat King (1993), un cerchio di enormi ratti neri in poliestere, inclusi nella mostra della Biennale di Venezia del 1999. Altri lavori includono Mönch (Monk) (2003), una figura maschile stoica, monocromatica, in poliestere con una superficie nera liscia e opaca; Figurengruppe (2006-2008), un'installazione di nove elementi; e Hahn / Cock (2010), un galletto blu oltremare di 4,3 m esposto a Trafalgar Square, a Londra dal luglio 2013 al gennaio 2015.
Nel suo processo di lavoro, Fritsch combina le tecniche della scultura tradizionale con quelle della produzione industriale. Mentre molte delle sue prime opere erano artigianali, Fritsch attualmente plasma solo i modelli per le sue sculture e successivamente li consegna a una fabbrica di produzione. Usa questi modelli per creare stampi, da cui le sculture finali in materiali come gesso, poliestere e alluminio. Molti sono fatti in serie, il che significa che i getti multipli vengono prelevati da uno stampo. Per tutta la durata di alcune delle sue mostre, Fritsch ha reso i suoi multipli disponibili per la vendita nei rispettivi musei.
Quando lavora con figure umane, Fritsch collabora spesso con un modello, Frank Fenstermacher: una delle sue muse che “sta per l'uomo generico” in opere come i suoi tre uomini 'cattivi': The Monch, The Doktor e The Handler. Fritsch spiega il suo prolungato rapporto di lavoro con Frank in termini di espressione: "In qualche modo Frank è in grado di esprimere ciò che voglio esprimere, non lo so perché, forse assomiglia un po' a mio padre o a me". Il processo di Fritsch nella creazione di figure umane è simile alle sue creazioni animali o oggetti. Prende le fotografie del modello, prova le idee e registra i dettagli della posizione del modello. Durante la creazione dello stampo, lei e i suoi tecnici coprono il modello di gesso in vaselina e creano lo stampo. Dopo un drammatico episodio in cui Frank era stato coperto di troppo intonaco e rischiò la morte, Fritsch ha iniziato a trarre i gesti del corpo servendosi di manichini. Tuttavia usa ancora modelli umani per il viso e le mani delle sue figure. Una volta soddisfatta della stampo in gesso, Fritsch utilizza il silicio per produrre un modello in negativo e poi poliestere per creare una forma positiva dal silicio. I diversi pezzi vengono accuratamente messi insieme perché "la superficie deve essere assolutamente perfetta". Fritsch in seguito dipinge o spruzza la scultura per finirla.
Nel suo lavoro, Fritsch è stata accreditata nel continuare l'opera di Marcel Duchamp rispondendo alle sue idee e cambiando nelle sue opere le percezioni degli spettatori. Ad esempio, il primo pezzo importante di Fritsch nella collezione del MoMA è stato Black Table with Table Ware (1985). Esso, al di fuori di un museo, potrebbe essere visto come un oggetto quotidiano ma è "stranamente simmetrico" e, collocato in un contesto museale, cambia l'approccio del visitatore, come faceva Duchamp nelle sue opere.
Nel 2001, Fritsch è stata nominata professore di scultura presso l'Accademia delle Belle Arti di Münster, dove ha tenuto cattedra fino al 2010. In seguito è diventata professore di scultura presso la Kunstakademie Düsseldorf.
Il 23 aprile 2022 ha ricevuto il Leone d'oro alla carriera nella cerimonia di inaugurazione della 59ª Esposizione internazionale d'arte di Venezia della Biennale di Venezia.

## Riconoscimenti
- Esposizione internazionale d'arte di Venezia
  - 2022 – Leone d'oro alla carriera